# Veliko Palančište
Veliko Palančište (cyr. Велико Паланчиште) – wieś w Bośni i Hercegowinie, w Republice Serbskiej, w mieście Prijedor. W 2013 roku liczyła 425 mieszkańców.